# Club Sportivo Cienciano
Club Sportivo Cienciano, zkráceně CS Cienciano, je peruánský fotbalový klub se sídlem ve městě Cuzco. Své domácí zápasy hraje na Estadio Inca Garcilaso de la Vega. Největším úspěchem klubu je vítězství v Copa Sudamericana v roce 2003.

## Úspěchy

### Domácí
- Primera División:

Vicemistr (3): 2001, 2005, 2006
- Copa Perú:

Finalista (1): 1973

### Mezinárodní
- Copa Sudamericana (1): 2003
- Recopa Sudamericana (1): 2004